# Bunuri mobile din domeniul științele naturii clasate în patrimoniul cultural național al României aflate în Argeș
Acestă listă conține bunurile mobile din domeniul științele naturii clasate în Patrimoniul cultural național al României aflate la momentul clasării în Argeș.

## Tezaur
| Foto | Informații generale     | Detalii tehnice                                                                                     | Descriere | Deținător                      | Legături |
| ---- | ----------------------- | --------------------------------------------------------------------------------------------------- | --- | ------------------------------ | -------- |
|      | Calcit, siderit, pirită | Descoperit: jud. MARAMUREȘ, Mina Turț Dimensiuni: L: 32 cm; La: 24 cm; Î: 11 cm                     | Cristale centimetrice de calcit alb strălucitor, dispuse în agregate semisferice, bine individualizate, pe o druză de siderit maroniu cristalizat tot în romboedrii și în parageneză cu pirită. Calitatea calcitului și perfecțiunea eșantionului individualizează piesa. Eșantion colectat din mina Turț.                                   | Muzeul Județean Argeș, Pitești | Cimec    |
|      | Cuarț, rodocrozit       | Descoperit: jud. MARAMUREȘ, Mina Turț Dimensiuni: L: 38 cm; La: 26 cm; Î: 15 cm                     | Cristale de cuarț transparent de 5-7 cm lungime, perfecte, dispuse în agregate radiare pe o druză înaltă acoperită în întregime de cristale romboedrice înșeuate de rodocrozit de culoare roz intens. Mărimea cristalelor, aranjamentul lor și parageneză tipică pot permite condiserarea piesei ca unicat. Eșantion colectat din mina Turț. | Muzeul Județean Argeș, Pitești | Cimec    |
|      | Gips, calcit            | Descoperit: jud. MARAMUREȘ, Mina Cavnic Dimensiuni: L: 35 cm; La: 25 cm; Î: 30 cm                   | Patru cristale prismatice alungite de ghips alb-lăptos, dispuse radiar pe o placă de calcit maro-gri. Cel mai mare cristal are lungimea de 24,50 cm. Dimensiunea foarte mare a cristalelor și aranjamentul lor pe placă oferă unicitate piesei. Eșantion colectat din mina Cavnic.                                                           | Muzeul Județean Argeș, Pitești | Cimec    |
|      | Aragonit                | Descoperit: jud. MARAMUREȘ, Mina Toroiaga Dimensiuni: L: 35 cm; La: 33 cm; Î: 29 cm                 | Agregat mamelonar de aragonit, suprafață netedă, sclipitoare, culoare uniform alb-lăptos. Formarea unui eșantion mineral de asemenea dimensiuni este foarte rară în depozitele hirotermale din România în general și excepțională pentru mina Toroiaga.                                                                                      | Muzeul Județean Argeș, Pitești | Cimec    |
|      | Cuarț                   | Descoperit: jud. MARAMUREȘ, Mina Cavnic Dimensiuni: L: 19 cm; La: 18 cm; Î: 17 cm                   | Cristale milimetrice de cuarț alb ce formează un agregat arborescent cu aspect general coralifer. În parte acoperit cu oxizi de fier maronii. Forma generală a agregatului este unică și se întâlnește numai la mina Cavnic. | Muzeul Județean Argeș, Pitești | Cimec    |
|      | Calcit                  | Descoperit: jud. MARAMUREȘ, Mina Herja Dimensiuni: L: 16,30 cm; La: 12,20 cm; Î: 4 cm               | Agregate radiare de cristale prismatice subțiri lucioase de stibină, dispuse pe o matrice de calcit maroniu cu substrat de cuarț. Perfecțiunea cristalelor și aranjamentul agregatelor oferă unicitate piesei. | Muzeul Județean Argeș, Pitești | Cimec    |
|      | Cuarț                   | Descoperit: jud. MARAMUREȘ, Mina Cavnic Dimensiuni: L: 26 cm; La: 22 cm; Î: 8 cm                    | Cristale romboedrice înșeuate de 0,5 cm de rodocrozit, culoare roz intens, acoperind o matrice de cuarț alb-lăptos ce apare la suprafață în unele părți. Intensitatea culorii, perfecțiunea cristalelor și parageneza vizibilă cu cuarțul oferă unicitate piesei. Eșantion colectat din mina Cavnic.                                         | Muzeul Județean Argeș, Pitești | Cimec    |
|      | Calcit                  | Descoperit: jud. Maramureș, CAVNIC, Mina Cavnic Dimensiuni: Î: 30 cm; L: 35 cm; La: 25 cm           | Patru cristale prismatice alungite de ghips alb-lăptos, dispuse radiar pe o placă de calcit maroniu-gri. Cel mai mare cristal are lungimea de 24,5 cm. Dimensiunea foarte mare a cristalelor și aranjamentul lor pe placă oferă unicitate piesei.                                                                                            | Muzeul Județean Argeș, Pitești | Cimec    |
|      | Siderit, pirită         | Descoperit: jud. Maramureș, Mina Turț, regiunea Baia Mare Dimensiuni: Î: 11 cm; L: 32 cm; La: 24 cm | Cristale centrimetrice de calcit alb strălucitor, dispuse în agregate semisferice, bine individualizate, pe o druză de siderit maroniu cristalizat tot în romboedri și în parageneză cu pirită. Calitatea calcitului și perfecțiunea eșantionului individualizează piesa.                                                                    | Muzeul Județean Argeș, Pitești | Cimec    |
|      | Rodocrozit              | Descoperit: jud. Maramureș, Mina Turț, regiunea Baia Mare Dimensiuni: Î: 15 cm; L: 38 cm; La: 26 cm | Cristale de cuarț transparent de 5-7 cm lungime, perfecte, dispuse în agregate radiare pe o druză înaltă acoperită în întregime de cristale romboedrice înțeuate cu rodocrozit de culoare roz intens. Mărimea cristalelor, aranjamentul lor și parageneza tipică pot permite considerarea piesei ca unicat.                                  | Muzeul Județean Argeș, Pitești | Cimec    |
|      | Realgar, Marcasita      | Descoperit: jud. Maramureș, Baia Sprie, Baia Sprie Dimensiuni: L: 27,00; LA: 10,00; Î:21,00         | Două cristale de cuarț groase de 4 cm, columnare, culoare alb-mat, dispuse in V pe o bază de cuarț masiv. Trei fețe laterale acoperite cu marcasita iar pe partea inferioară apar cristale milimetrice de realgar, cristalizate ulterior. | Muzeul Județean Argeș, Pitești | Cimec    |
|      | Siderit, Sfalerit       | Descoperit: jud. Satu Mare, TURT, Turt Dimensiuni: L: 33,00; LA: 25,00; Î: 11                       | Cristale de galena. Cubic octaedrice, muchii și fețe de cristal perfect delmitate, culoare gri plumburiu, luciu puternic, semiîngropate în ganga de siderit maroniu. Depunere de cristale milimetrice de sfalerit. | Muzeul Județean Argeș, Pitești | Cimec    |
|      | Cuarț, Baritină         | Descoperit: jud. Maramureș, Cavnic, Cavnic Dimensiuni: L: 37,00; LA: 27,00; Î: 10                   | Agregate de cristale de sfalerit (blenda) de 1-1,5 cm, culoare maronie-gălbuie, translucide, bine definite, în parageneză cu cristale tabulare subțire de baritină galbenă, crescute pe o placă groasă de cuarț. | Muzeul Județean Argeș, Pitești | Cimec    |
|      | Calcit                  | Descoperit: jud. Maramureș, Herja Dimensiuni: L: 42,00; LA: 34,00; Î: 14                            | Agregat arboniform din cristale milimetrice de calcit, romboedrii, culoare maro deschis. Aspect general deosebit - dantelat. | Muzeul Județean Argeș, Pitești | Cimec    |
|      | Stibină cu realgar      | Descoperit: jud. MARAMUREȘ, Baia Sprie                                                              | agregat de cristale mari cu stibină în parageneză cu realgar roșu-aprins. Parageneză unică la nivel mondial. | Muzeul Județean Argeș, Pitești | Cimec    |
|      | Stibină                 | Descoperit: jud. MARAMUREȘ, Baia Sprie Dimensiuni: L=26 cm; l=19 cm; h=12 cm                        | agregat de cristale aciculare fine, orientate în toate direcțiile, formând o rețea cu aspect general deosebit. Cristale tipice minei Baia Sprie, mici depuneri de calcit alb, contrastat. | Muzeul Județean Argeș, Pitești | Cimec    |
|      | Stibină                 | Descoperit: jud. MARAMUREȘ, Băiuț, mina Băiuț Dimensiuni: L=24 cm; l=24 cm; h=8 cm                  | eșantion fără matrice din agregate radiare de stibină. Cristale groase, lucioase, terminate fără lovituri cu mici depuneri de calcit contrastat. Cristale tipice pe plan mondial minei Băiuț. | Muzeul Județean Argeș, Pitești | Cimec    |
|      | Cuarț; calcit           | Descoperit: jud. MARAMUREȘ, Cavnic Dimensiuni: L=13 cm; l=11 cm; h=10 cm                            | eșantion druză din parageneză tipică minei Cavnic. | Muzeul Județean Argeș, Pitești | Cimec    |
|      | Blendă; cuarț           | Descoperit: jud. MARAMUREȘ, Băiuț, mina Băiuț                                                       | eșantion de dimensiuni impresionante cu cristale aciculare de stibină neagră lucioasă, crescută pe matrice andezitică-cuarțoasă. | Muzeul Județean Argeș, Pitești | Cimec    |
|      | Stibină cu realgar      | Descoperit: jud. MARAMUREȘ, Cavnic                                                                  | cristale de 4-5 mm de cuarț alb-lăptos, crescute pe matrice de minereu-blendă. | Muzeul Județean Argeș, Pitești | Cimec    |

## Fond
| Foto | Informații generale            | Detalii tehnice                                                                    | Descriere | Deținător                      | Legături |
| ---- | ------------------------------ | ---------------------------------------------------------------------------------- | --- | ------------------------------ | -------- |
|      | Cuarț, rodocroczit, calcit     | Descoperit: jud. MARAMUREȘ, CAVNIC, Mină Dimensiuni: L: 20 cm; La: 14 cm; Î: 10 cm | Cristale de rodocrozit-mineral descoperit la Cavnic, în cristale roz tipice, romboedrii înseuați, în parageneză cu cuarțul alb și manganocalcit.                                   | Muzeul Județean Argeș, Pitești | Cimec    |
|      | Cuarț                          | Descoperit: jud. MARAMUREȘ, CAVNIC, Mină Dimensiuni: L: 19 cm; La: 11 cm; Î: 2 cm  | Agregat druză din cristale de cuarț prismatice alungite, aspect general deosebit. Acest tip de agregat apare numai în România.                                                     | Muzeul Județean Argeș, Pitești | Cimec    |
|      | Pirită, blendă, galenă, calcit | Descoperit: jud. MARAMUREȘ, CAVNIC, Mină Dimensiuni: L: 14 cm; La: 12 cm; Î: 6 cm  | Agregate radiare de stibină aciculară subțire, dispuse uniform pe bază de calcit maroniu cu aspect general estetic deosebit. Specie minerală foarte rară, caracteristică României. | Muzeul Județean Argeș, Pitești | Cimec    |
|      | Cuarț, calcit, blendă, pirită  | Descoperit: jud. MARAMUREȘ, CAVNIC, Mină Dimensiuni: L: 16 cm; La: 14 cm; Î: 12 cm | Parageneză rară de patru specii minerale, tipică pentru regiunea Baia Mare, bine dezvoltate, cu estetică deosebită datorită diferențelor de luciu și culoare.                      | Muzeul Județean Argeș, Pitești | Cimec    |